# 蕉岭冬青
蕉岭冬青（学名：Ilex jiaolingensis）是冬青科冬青属的植物，为中国的特有植物。分布于中国大陆的广东等地，目前已由人工引种栽培。